# Lăng Thống
Lăng Thống (chữ Hán: 凌統; 189 - 217) tên chữ là Công Tục (公績), là tướng nhà Đông Ngô trong lịch sử Trung Quốc.
Ông cùng với cha là Lăng Tháo theo Tôn Sách khi Sách đi đánh Nghiêm Bạch Hổ và Vương Lãng. Lăng Thống sinh ở Dư Hàng, Chiết Giang.
Khi Tôn Quyền đi đánh Hoàng Tổ, cha ông bơi thuyền bị Cam Ninh bắn chết. Lúc này ông mới có 15 tuổi mà đã ra sức cướp được xác cha về. Sau đó, Cam Ninh hàng Tôn Quyền. Mang thù hằn trong lòng, ông luôn tìm cách giết Cam Ninh.
Về sau, đánh nhau với Nhạc Tiến ở Hợp Phì, ông bị Tào Hưu lén bắn tên trúng ngựa làm ông ngã xuống đất, Nhạc Tiến định vác giáo lại đâm thì Cam Ninh đã kịp bắn tên trúng ngay trán Nhạc Tiến để cứu ông. Từ đó ông không còn thù hằn gì với Cam Ninh nữa.
Sau khi theo quân đánh An Huy, ông được phong Đãng Khấu Trung Lang Tướng, Lĩnh Phái Tướng, cùng Lã Mông đoạt được Kinh Châu của Lưu Bị.